# Oratorio della Madonna del Restello
L'Oratorio della Madonna del Restello è un edificio storico situato a Castiglione d'Intelvi, frazione di Centro Valle Intelvi (Provincia di Como), in Val d'Intelvi. Si tratta di un notevole esempio di architettura tardobarocca.

## Origini del nome
La parola “restello” viene dalla voce dialettale resctèl, “cancello”: l'edificio sorge infatti dove, all'ingresso del paese, un cancello di legno sbarrava la strada durante le epidemie di peste, per negare l'accesso in paese a chi provenisse da zone colpite dalla malattia e a chi fosse sprovvisto del documento noto come bolletta di sanità. L'oratorio si trova appena fuori dal paese di Castiglione, presso quello che ancora oggi è il confine comunale. Un'altra testimonianza della diffusione della peste in Val d'Intelvi è la presenza in questa zona di numerosi altari dedicati a San Rocco, protettore dalla peste; il santo è anche raffigurato spesso sulle cappelle poste lungo le strade della valle.

## Storia

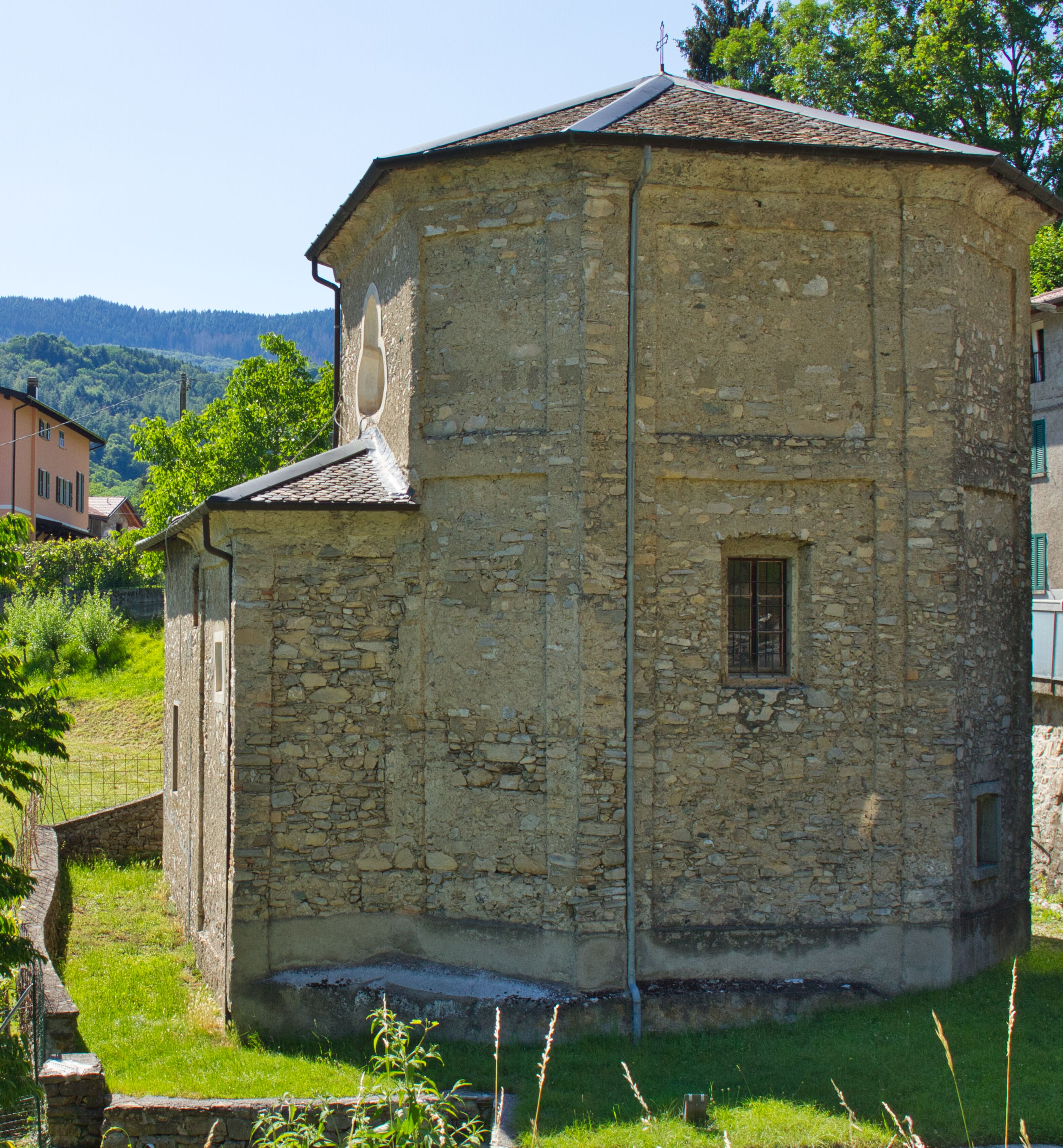
Oratorio della Madonna del Restello visto da est

L'oratorio fu eretto come ex voto in seguito a un'epidemia di peste, che, fra gli altri luoghi, nel 1713 colpì Vienna, dove lavoravano molti artigiani e artisti intelvesi. Secondo la tradizione, i Castiglionesi promisero alla Madonna del Carmine la costruzione di un oratorio a lei dedicato in cambio della protezione del paese dalla peste: il borgo fu risparmiato, e nel 1717 fu avviata l'edificazione dell'oratorio proprio accanto al luogo in cui sorgeva il cancello che sbarrava l'ingresso al paese. I lavori terminarono nel 1726: la velocità di esecuzione determinò una notevole unità stilistica, che rende l'edificio uno dei maggiori esempi di architettura tardobarocca in Val d'Intelvi. L'oratorio fu consacrato il 12 febbraio 1737.

## Descrizione

### Esterno

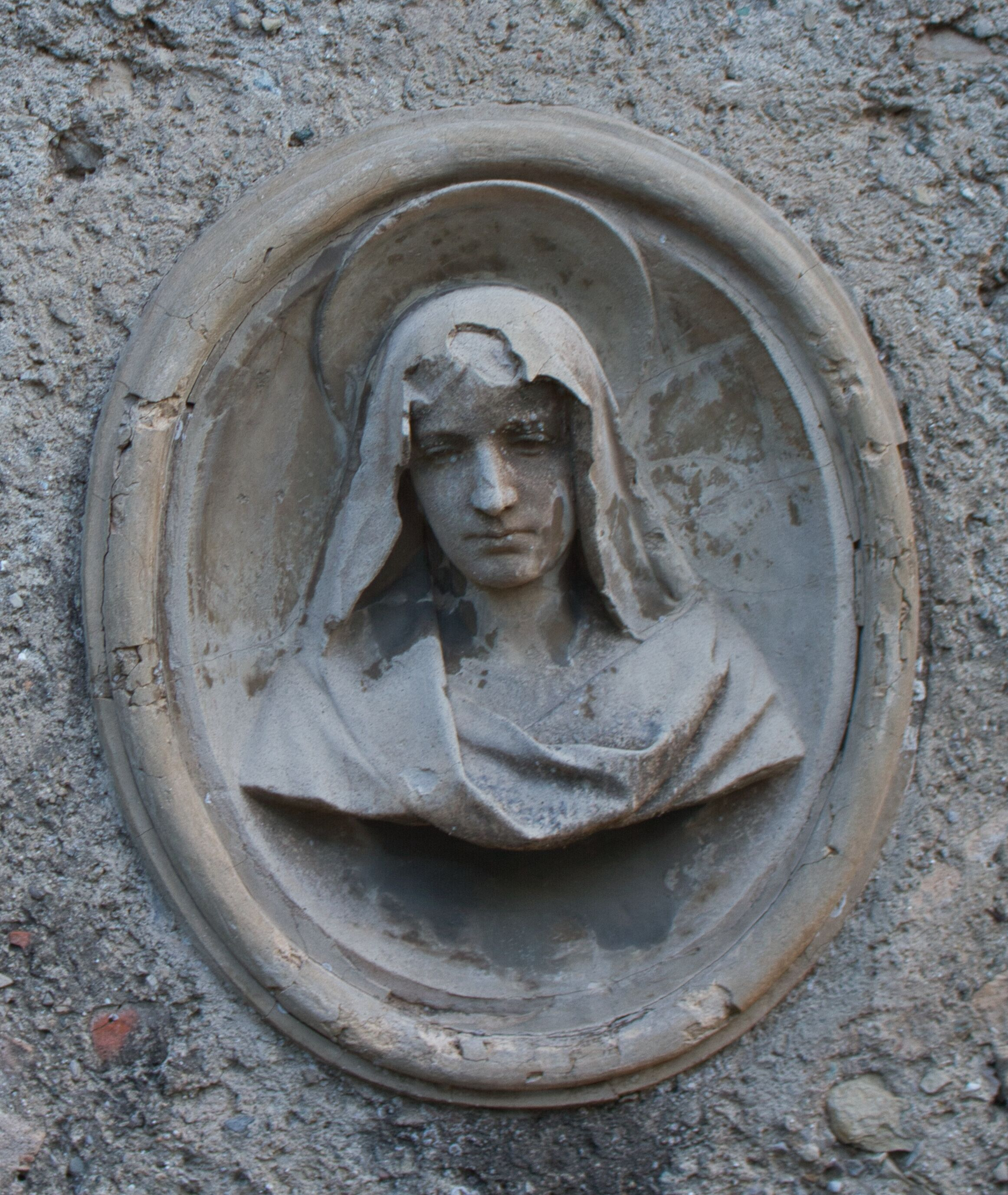
Medaglia di terracotta raffigurante la Madonna, su una parete esterna dell'Oratorio della Madonna del Restello

L'edificio è a pianta ottagonale, con ingresso dal lato nord, un presbiterio rettangolare sul lato sud e una sacrestia rettangolare sul lato sud-ovest. L'esterno dell'edificio si presenta semplice ma elegante, in pietra a vista e scandito da fasce orizzontali e verticali fra cui si aprono piccole finestre. Sopra la porta d'ingresso una medaglia in terracotta, purtroppo rovinata, raffigura la Madonna. La porta esterna della sacrestia è sormontata da una piccola campana.

### Interno
Con la severità dell'esterno dell'oratorio contrasta fortemente la ricchezza di opere d'arte barocche dell'interno. Agli angoli, Evangelisti in stucco di Giovanni Battista Comparetti (dal 1720). Sulla parete destra, bellissimo affresco di Alessandro Ferretti raffigurante l'Annunciazione (1748). L'altare barocco è ornato da un paliotto in scagliola in stile rococò (probabilmente 1724-1730), realizzato da Pietro Cristoforo Solari. Precedono l'altare una balaustra e gradini in marmo, tutte opere di Ottavio Buzzi (1736). Sopra l'altare, tela di Giulio Quaglio raffigurante la Madonna del Carmine col Bambino e i Santi Pietro e Carlo Borromeo (1726 o 1736): Pietro tiene sul petto la mano sinistra e allunga il braccio destro, reggendo le chiavi nella mano destra; Carlo è raffigurato in posa supplicante. La pala d'altare è affiancata da due angeli in stucco di Giovanni Battista Comparetti (dal 1720): quello di destra guarda l'osservatore e indica la Vergine, quello di sinistra guarda la tela e tiene le braccia conserte. Sormontano la pala d'altare dei cherubini reggenti un medaglione con l'effigie dello Spirito Santo, anch'essi stucchi di Giovanni Battista Comparetti (dal 1720). Sulla parete sinistra, Natività della Vergine affrescata da Alessandro Ferretti (1748), precedentemente attribuita a Giulio Quaglio. Sui pennacchi, Profeti, e, sulla volta, Assunzione di Maria, tutte opere affrescate da Giulio Quaglio (1726 o 1736).

#### Paliotto in scagliola
Il paliotto in scagliola che impreziosisce l'altare fu realizzato da Pietro Cristoforo Solari (forse 1730). L'opera fu eseguita in occasione di un matrimonio e, forse, anche della nascita, nel 1724, di Maria Amalia d'Asburgo, figlia dell'Imperatore Carlo VI d'Asburgo (in questo caso l'opera andrebbe retrodatata di qualche anno): questo omaggio all'Imperatore si spiega con il fatto che nel 1714, con la Pace di Rastatt, il Ducato di Milano era diventato territorio austriaco. Al centro del paliotto si nota il monogramma CeC, interpretabile come l'unione delle iniziali di Carlo VI e della moglie Elisabetta Cristina di Brunswick-Wolfenbüttel. Sopra questo vi è un fiore di convolvolo, che si trasforma in un calice contenente rose e tulipani. Negli angoli in alto un motivo di mughetti e tulipani assume la forma di un'orchidea. Come talvolta accade, i motivi vegetali del paliotto sono arricchiti dalla presenza di uccelli: in questo caso, quattro tortore che si guardano, di cui due recano nel becco paglia, una un insetto a rappresentare il cibo (il pane) e una un grappolo d'uva a rappresentare la bevanda (il sangue e l'acqua). Infine, va osservato che due paliotti simili per stile si trovano a Corrido (CO), in Val Cavargna, e uno, firmato Pietro Solari, a Busto Arsizio (VA). Alcune caratteristiche della decorazione di questo paliotto sono tipiche dello stile di Pietro Solari, che in certi casi si distingue nettamente da quello del padre Francesco Solari: Pietro era solito raffigurare piccoli uccelli e ridurre talvolta le volute a nastri, mentre il padre usava anche uccelli grandi e volute più ricche.